# Abyssascidia millari
Abyssascidia millari is een zakpijpensoort uit de familie van de Corellidae. De wetenschappelijke naam van de soort werd in 1971 voor het eerst geldig gepubliceerd door Françoise Monniot.